# Saison 2009-2010 du Vannes OC
Maillots
Chronologie
Saison précédente Saison suivante
La saison 2009-2010 du Vannes Olympique Club, club de football français, voit le club évoluer en Ligue 2 pour la deuxième saison consécutive.
Après une première saison en Ligue 2 réussie, avec le parcours en Coupe de la Ligue, la saison 2009-2010 devait être celle de la confirmation, l'objectif visé étant le maintien.
Cette saison a été bien plus difficile que la précédente pour les joueurs vannetais, éliminés précocement de la Coupe de France et de la Coupe de la Ligue, dont le maintien n'a été acquis qu'à la dernière journée avec une victoire contre le FC Metz, 0-1.

## Effectif 2009-2010

### Staff technique
| Entraîneur              | : Stéphane Le Mignan   |
| Entraîneur adjoint      | : Loïc Désiré          |
| Entraîneur des gardiens | : Franck Chaumin       |
| Préparateur physique    | : Hervé Brouard        |
| Kiné                    | : Xavier Gergoy        |
| Kiné                    | : Thierry Hocquet      |
| Ostéopathe              | : Dominique Huybrechts |
| Intendant               | : Mickaël Le Thuaut    |

### Dirigeants
| Président            | : Michel Jestin    |
| Directeur général    | : Olivier Cloarec  |
| Directeur commercial | : Thierry Gabillet |

### Équipe professionnelle
| N°         | Nat.          | Nom                    | Date de Naissance | Dernier Club                | Sélection nationale  |
| ---------- | ------------- | ---------------------- | ----------------- | --------------------------- | -------------------- |
| Gardiens   |               |                        |                   |                             |                      |
| 30         | France        | Benoît Benvegnu        | 18 janvier 1985   | Amiens SC                   |                      |
| 1          | France        | Mathieu Lailler        | 26 février 1986   | En Avant Guingamp           |                      |
| 16         | Côte d'Ivoire | Gérard Gnanhouan       | 12 février 1979   | ES Fréjus                   | Côte d'Ivoire        |
| Défenseurs |               |                        |                   |                             |                      |
| 27         | France        | Stephen Drouin         | 27 janvier 1984   | ES Troyes AC                |                      |
| 32         | France        | Maxime Randuineau      | 4 février 1989    | Formé au club               |                      |
| 2          | France        | Pascal Delhommeau      | 14 août 1978      | FC Metz                     |                      |
| 22         | France        | Aurélien Faivre        | 22 juin 1978      | FC Libourne                 |                      |
| 6          | France        | Patrick Leugueun       | 25 février 1981   | En Avant Guingamp           |                      |
| 17         | France        | Damien Bridonneau      | 19 avril 1982     | SC Bastia                   |                      |
| 20         | France        | Erwan Quintin          | 1er février 1984  | Nîmes Olympique             |                      |
| 24         | France        | Loïc Guillon           | 12 mai 1982       | FC Nantes                   |                      |
| 33         | France        | Cédric Anton           | 20 février 1988   | FC Metz                     |                      |
| 34         | Guadeloupe    | Meddy Lina             | 11 janvier 1986   | Evolucas de Petit-Bourg     | Guadeloupe           |
| Milieux    |               |                        |                   |                             |                      |
| ??         | France        | Clotaire Duclovel      | 29 mars 1989      | FC Lorient                  |                      |
| ??         | France        | Listner Pierre-Louis   | 31 janvier 1989   | Formé au club               |                      |
| 31         | France        | Fabien Jarsalé         | 20 août 1990      | Formé au club               |                      |
| 5          | France        | Laurent Hervé          | 19 juin 1976      | Milton Keynes Dons          |                      |
| 10         | Cameroun      | Valéry Mézague         | 8 décembre 1983   | FC Sochaux-Montbéliard      | Cameroun             |
| 15         | France        | Christophe Avezac      | 12 mars 1977      | AC Ajaccio                  |                      |
| 18         | France        | Nicolas Diguiny        | 31 mai 1988       | USJA Carquefou              |                      |
| 8          | France        | David Martot           | 1er février 1981  | Brighton and Hove Albion FC |                      |
| 23         | France        | Biagui Kamissoko       | 9 février 1983    | Stade de Reims              |                      |
| 21         | France        | Cédric Liabeuf         | 5 août 1979       | En Avant Guingamp           |                      |
| 13         | France        | Laurent Macquet        | 11 août 1979      | Grenoble Foot 38            |                      |
| Attaquants |               |                        |                   |                             |                      |
| 7          | France        | Cédric Sabin           | 2 novembre 1979   | Konyaspor                   |                      |
| 9          | France        | Abdoul Razzagui Camara | 20 février 1990   | Stade rennais               |                      |
| 11         | France        | Frédéric Sammaritano   | 23 mars 1986      | AS Yzeure                   |                      |
| 25         | France        | Kemal Bourhani         | 13 septembre 1981 | FC Lorient                  |                      |
| 28         | France        | Ghislain Gimbert       | 7 août 1985       | FC Libourne                 |                      |
| 29         | France        | Virgile Reset          | 3 août 1985       | FC Sion                     |                      |
| 19         | Côte d'Ivoire | Franck Dja Djédjé      | 2 juin 1986       | RC Strasbourg               | Côte d'Ivoire espoir |

## Transferts

### Départs
Mercato d'été
| Joueur           | Nationalité | Poste     | Club                                         | Pays   | Division | Notes                   |
| Jérôme Lebouc    | France      | Milieu    | Stade lavallois                              | France | Ligue 2  |                         |
| Pierre Talmont   | France      | Défenseur | Stade lavallois                              | France | Ligue 2  |                         |
| Christophe Revel | France      | Gardien   | Stade rennais                                | France | Ligue 1  | Entraineur des Gardiens |
| Stéphane Auvray  | France      | Milieu    | Nîmes Olympique                              | France | Ligue 2  |                         |
| Eugène Ekobo     | Cameroun    | Milieu    | RC Strasbourg vers Clermont Foot Auvergne 63 | France | Ligue 2  | Retour de prêt          |
| Benoît Costil    | France      | Gardien   | SM Caen vers CS Sedan                        | France | Ligue 2  | Retour de prêt          |
| Oumar N'Diaye    | Mauritanie  | Défenseur | SM Caen                                      | France | Ligue 2  | Retour de prêt          |
| Adama Soumare    | France      | Défenseur | Le Havre AC                                  | France | Ligue 2  | Retour de prêt          |
| Nicolas Savinaud | France      | Milieu    |                                              |        |          | Fin de contrat          |
| Cédric Le Hénaff | France      | Attaquant | AS Beauvais                                  | France | National |                         |
| Seïd Khiter      | France      | Milieu    | Valenciennes FC vers RC Strasbourg           | France | Ligue 2  | Retour de prêt          |
| Ulrick Chavas    | France      | Milieu    | AS Moulins                                   | France | National | Fin de contrat          |

Mercato d'hiver
| Joueur           | Nationalité | Poste  | Club | Pays | Division | Notes              |
| Fabien Boudarène | France      | Milieu |      |      |          | Rupture de contrat |

Mars 2010
| Joueur       | Nationalité | Poste     | Club             | Pays  | Division                         | Notes |
| Cédric Sabin | France      | Attaquant | Shaanxi Zhongxin | Chine | Championnat de Chine de football |       |

### Arrivées
Mercato d'été
| Joueur                 | Nationalité   | Poste     | Club                   | Pays   | Division     | Notes |
| Franck Dja Djédjé      | Côte d'Ivoire | Attaquant | RC Strasbourg          | France | Ligue 2      | Prêt  |
| Valéry Mézague         | Cameroun      | Milieu    | FC Sochaux-Montbéliard | France | Ligue 1      |       |
| Virgile Reset          | France        | Attaquant | FC Sion                | Suisse | Super League |       |
| Stephen Drouin         | France        | Défenseur | ES Troyes AC           | France | Ligue 2      |       |
| Benoît Benvegnu        | France        | Gardien   | Amiens SC              | France | Ligue 2      |       |
| Biagui Kamissoko       | France        | Milieu    | Stade de Reims         | France | National     |       |
| Cédric Liabeuf         | France        | Milieu    | En Avant Guingamp      | France | Ligue 2      |       |
| Gérard Gnanhouan       | Côte d'Ivoire | Gardien   | ES Fréjus              | France | National     |       |
| Abdoul Razzagui Camara | France        | Attaquant | Stade rennais          | France | Ligue 1      | Prêt  |
| Loïc Guillon           | France        | Défenseur | FC Nantes              | France | Ligue 2      |       |

Mercato d'hiver
| Joueur          | Nationalité | Poste  | Club             | Pays   | Division | Notes |
| Laurent Macquet | France      | Milieu | Grenoble Foot 38 | France | Ligue 1  |       |

## Parcours

### Ligue 2
Classement par journée
| Date              | Jour. | Adversaire      | Lieu | Score | Rapport | Buteurs du VOC                                         | Buteurs adverses                                                | Class. | Points | Public | Diffusion       |
| 7 août 2009       | J01   | FC Metz         | Dom. | 3 - 0 | Rapport | Gimbert (16e) Gimbert (48e) Kamissoko (88e)            | -                                                               | 2e     | 3      | 4 278  |                 |
| 14 août 2009      | J02   | Nîmes Olympique | Ext. | 1 - 1 | Rapport | Mezague (66e)                                          | Ayité (60e)                                                     | 4e     | 4      | 9 336  |                 |
| 18 août 2009      | J03   | FC Nantes       | Dom. | 1 - 1 | Rapport | Gimbert (87e)                                          | Klasnic (3e)                                                    | 5e     | 5      | 8 540  | Ma Chaîne Sport |
| 23 août 2009      | J04   | EA Guingamp     | Ext. | 4 - 1 | Rapport | Mezague (61e)                                          | Bazile (10e) Scarpelli (23e) Scarpelli (42e) El Jadeyaoui (74e) | 11e    | 5      | 8 887  |                 |
| 30 août 2009      | J05   | Havre AC        | Dom. | 1 - 1 | Rapport | Gimbert (60e)                                          | Le Marchand (38e)                                               | 11e    | 6      | 3 634  |                 |
| 11 septembre 2009 | J06   | CS Sedan        | Ext. | 0 - 1 | Rapport | Liabeuf (68e)                                          |                                                                 | 8e     | 9      | 16 477 |                 |
| 18 septembre 2009 | J07   | Châteauroux     | Dom. | 3 - 2 | Rapport | Gimbert (34e) Camara (75e) Sammaritano (86e)           | Koné (39e) Constant (68e pen.)                                  | 5e     | 12     | 3 601  |                 |
| 25 septembre 2009 | J08   | Arles-Avignon   | Ext. | 1 - 1 | Rapport | Gimbert (76e)                                          | Guillon (88e csc)                                               | 5e     | 13     | 3 960  | Ma Chaîne Sport |
| 2 octobre 2009    | J09   | AC Ajaccio      | Dom. | 0 - 3 | Rapport |                                                        | Kinkela (13e) Viale (33e) André (84e)                           | 9e     | 13     | 3 581  |                 |
| 16 octobre 2009   | J10   | RC Strasbourg   | Ext. | 1 - 0 | Rapport |                                                        | Gueye (9e)                                                      | 10e    | 13     | 10 469 |                 |
| 23 octobre 2009   | J11   | Clermont Foot   | Dom. | 1 - 2 | Rapport | Leugueun (38e)                                         | Yatabaré (22e) Hamdani (23e)                                    | 13e    | 13     | 3 158  |                 |
| 27 octobre 2009   | J12   | SM Caen         | Ext. | 4 - 2 | Rapport | Camara (4e) Mezague (51e)                              | Langil (33e) Toudic (75e) Langil (78e) El-Arabi (80e)           | 14e    | 13     | 14 363 |                 |
| 30 octobre 2009   | J13   | SCO Angers      | Dom. | 1 - 0 | Rapport | Leugueun (38e)                                         |                                                                 | 13e    | 16     | 3 837  |                 |
| 6 novembre 2009   | J14   | Stade brestois  | Ext. | 3 - 4 | Rapport | Mezague (8e) Kamissoko (38e) Reset (72e) Jarsalé (87e) | Lesoimier (17e) Roux (59e) Brou Apanga (73e)                    | 11e    | 19     | 8 577  |                 |
| 27 novembre 2009  | J15   | FC Istres       | Ext. | 1 - 1 | Rapport | Leugueun (60e)                                         | Rivière (54e)                                                   | 10e    | 20     | 1 625  |                 |
| 1er décembre 2009 | J16   | Tours FC        | Dom. | 1 - 2 | Rapport | Genevois (70e csc)                                     | Giroud (15e) Genevois (17e)                                     | 12e    | 20     | 3 247  |                 |
| 4 décembre 2009   | J17   | Dijon FCO       | Ext. | 0 - 0 | Rapport |                                                        |                                                                 | 13e    | 21     | 4 867  |                 |
| 18 décembre 2009  | J18   | SC Bastia       | Dom. | 3 - 0 | Rapport | Kamissoko (11e) Liabeuf (51e) Gimbert (66e)            |                                                                 | 9e     | 24     | 3 066  |                 |
| 22 décembre 2009  | J19   | Stade lavallois | Ext. | 2 - 1 | Rapport | Reset (65e)                                            | Guillon (47e csc) Le Pen (85e)                                  | 11e    | 24     | 5 474  |                 |
| 15 janvier 2010   | J20   | Nîmes Olympique | Dom. | 0 - 2 | Rapport |                                                        | Moukandjo Bile (4e) Boli (21e)                                  | 13e    | 24     | 3 058  |                 |
| 19 janvier 2010   | J21   | FC Nantes       | Ext. | 0 - 0 | Rapport |                                                        |                                                                 | 15e    | 25     | 17 825 |                 |
| 30 janvier 2010   | J22   | EA Guingamp     | Dom. | 2 - 2 | Rapport | Liabeuf (25e pen.) Liabeuf (40e)                       | Giresse (71e pen.) Bellugou (90+3e)                             | 16e    | 26     | 4 061  |                 |
| 5 février 2010    | J23   | Le Havre AC     | Ext. | 0 - 1 | Rapport | Dja Djédjé (36e)                                       |                                                                 | 12e    | 29     | 8 217  |                 |
| 13 février 2010   | J24   | CS Sedan        | Dom. | 0 - 2 | Rapport |                                                        | Eudeline (43e) Eudeline (81e)                                   | 14e    | 29     | 2 870  |                 |
| 19 février 2010   | J25   | Châteauroux     | Ext. | 0 - 0 | Rapport |                                                        |                                                                 | 15e    | 30     | 5 033  |                 |
| 26 février 2010   | J26   | Arles-Avignon   | Dom. | 0 - 0 | Rapport |                                                        |                                                                 | 14e    | 31     | 3 366  |                 |
| 5 mars 2010       | J27   | AC Ajaccio      | Ext. | 1 - 1 | Rapport | Camara (78e)                                           | Kinkela (60e pen.)                                              | 14e    | 32     | 1 861  |                 |
| 5 mars 2010       | J28   | RC Strasbourg   | Dom. | 1 - 1 | Rapport | Hervé (33e)                                            | Ledy (70e)                                                      | 15e    | 33     | 3 945  |                 |
| 19 mars 2010      | J29   | Clermont Foot   | Ext. | 1 - 0 | Rapport |                                                        | Najih (49e)                                                     | 16e    | 33     | 4 030  |                 |
| 26 mars 2010      | J30   | SM Caen         | Dom. | 0 - 3 | Rapport |                                                        | Eluchans (21e) Eluchans (25e) El-Arabi (58e)                    | 16e    | 33     | 4 419  |                 |
| 2 avril 2010      | J31   | SCO Angers      | Ext. | 2 - 0 | Rapport |                                                        | Keserü (61e) Couturier (66e)                                    | 17e    | 33     | 7 457  |                 |
| 26 mars 2010      | J32   | Stade brestois  | Dom. | 0 - 2 | Rapport |                                                        | Socrier (45e+1) Socrier (57e)                                   | 19e    | 33     | 5 779  |                 |
| 16 avril 2010     | J33   | FC Istres       | Dom. | 2 - 0 | Rapport | Reset (50e) Camara (53e)                               |                                                                 | 17e    | 36     | 4 564  |                 |
| 23 avril 2010     | J34   | Tours FC        | Ext. | 1 - 1 | Rapport | Reset (22e)                                            | Atik (55e)                                                      | 17e    | 37     | 6 505  |                 |
| 30 avril 2010     | J35   | Dijon FCO       | Dom. | 1 - 0 | Rapport | Dja Djédjé (31e)                                       |                                                                 | 16e    | 40     | 5 848  |                 |
| 4 mai 2010        | J36   | SC Bastia       | Ext. | 1 - 2 | Rapport | Reset (71e) Sammaritano (89e)                          | Pentecôte (44e)                                                 | 14e    | 43     | 5 682  |                 |
| 7 mai 2010        | J37   | Stade lavallois | Dom. | 2 - 3 | Rapport | Sammaritano (3e) Gimbert (90+3e)                       | Lebouc (9e) Chapuis (11e) Haguy (20e)                           | 16e    | 43     | 6 678  |                 |
| 14 mai 2010       | J38   | FC Metz         | Ext. | 0 - 1 | Rapport | Reset (6e)                                             |                                                                 | 14e    | 46     | 26 353 | Ma Chaîne Sport |

### Match amicaux
4 septembre 2009Vannes - Lorient
13 novembre 2009Vannes - Guingamp
5 janvier 2010Vannes - Paris Saint-Germain

### Coupe de France
7e tour
8e tour
1/32e de finale
1/16e de finale
1/8e de finale

### Coupe de la Ligue
Finaliste malheureux de l'édition 2008/2009 de la Coupe de la Ligue, le Vannes Olympique Club échoue au stade des 16e de finale contre Clermont, une autre équipe de Ligue 2
1er tour
2e tour
1/16e de finale

## Statistiques en championnat
| Numéro | Nat. | Nom          | Championnat | Championnat | Championnat | Championnat  |
| Numéro | Nat. | Nom          | M.j.        | But inscrit | Averti      | Carton rouge |
| ------ | ---- | ------------ | ----------- | ----------- | ----------- | ------------ |
| 1      |      | Lailler      | 0           | 0           | 0           | 0            |
| 2      |      | Delhommeau   | 19          | 0           | 1           | 0            |
| 5      |      | Hervé        | 29          | 1           | 8           | 0            |
| 6      |      | Leugueun     | 23          | 3           | 7           | 1            |
| 7      |      | Sabin        | 2           | 0           | 1           | 0            |
| 8      |      | Martot       | 30          | 0           | 3           | 0            |
| 9      |      | Camara       | 37          | 4           | 0           | 0            |
| 10     |      | Mézague      | 32          | 4           | 7           | 0            |
| 11     |      | Sammaritano  | 32          | 3           | 4           | 0            |
| 13     |      | Macquet      | 18          | 0           | 2           | 1            |
| 15     |      | Avezac       | 8           | 0           | 3           | 0            |
| 16     |      | Gnanhouan    | 13          | 0           | 1           | 0            |
| 17     |      | Bridonneau   | 0           | 0           | 0           | 0            |
| 18     |      | Diguiny      | 3           | 0           | 0           | 0            |
| 19     |      | Dja Djédjé   | 29          | 2           | 8           | 0            |
| 20     |      | Quintin      | 21          | 0           | 4           | 0            |
| 21     |      | Liabeuf      | 33          | 4           | 2           | 0            |
| 22     |      | Faivre       | 24          | 0           | 3           | 0            |
| 23     |      | Kamissoko    | 24          | 3           | 1           | 0            |
| 27     |      | Drouin       | 8           | 0           | 3           | 0            |
| 28     |      | Gimbert      | 31          | 8           | 7           | 0            |
| 29     |      | Reset        | 33          | 6           | 4           | 0            |
| 30     |      | Benvegnu     | 27          | 0           | 0           | 0            |
| 31     |      | Jarsalé      | 3           | 1           | 0           | 0            |
| 32     |      | Randuineau   | 0           | 0           | 0           | 0            |
| 33     |      | Lina         | 4           | 0           | 0           | 0            |
| 33     |      | Duclovel     | 0           | 0           | 0           | 0            |
| 34     |      | Pierre-Louis | 0           | 0           | 0           | 0            |

## Autres équipes

### Équipe réserve
L'équipe réserve évolue en Division d'Honneur lors de la saison 2009-2010. Les hommes de Lionel Crenn finissent 3e du championnat en perdant à la dernière journée du championnat contre Lannion (2-0). l'équipe termine meilleure défense du championnat avec 22 buts encaissés, 3e meilleure attaque avec 47 buts marqués. Ils ont gagné 17 matches, fait 4 nuls et perdu 5 rencontres.

### Équipe U19
L'Equipe évolue dans le groupe C du championnat des 19 ans. Ils finissent 7e du championnat avec 35 buts marqués et 37 buts encaissés. Les hommes de Loic Perrin ont gagné 12 matchs, concédé 2 nuls, et ont perdu 12 matchs.

### Équipe U17
L'équipe des 17 ans du VOC évolue dans la poule B du championnat des 17 ans. Ils terminent 2e avec la 2e meilleure attaque (40 buts) et la meilleure défense (13 buts encaissés). Ils ont gagné 11 matchs, concédé 5 nuls et perdu 2 matchs.